# Conolophus subcristatus
Il Conolophus subcristatus, noto anche come iguana di terra o iguana terrestre delle Galápagos  è un rettile endemico delle isole Galápagos. 

## Descrizione
La lunghezza di quest'iguana varia tra uno e due metri, compresa la coda, mentre invece il peso va da 8 a 15 kg. Ha una pupilla rotonda, come altri rettili notturni e palpebre molto ben sviluppate. Possiede un senso dell'udito ben sviluppato ed organi uditivi completi, laddove i serpenti non ne hanno. La bocca consente all'iguana di cibarsi di cactus, una tra le poche fonti alimentari disponibili sulle isole in cui vive. I denti sono posti nel lato interno delle mandibole, il che rende C. subcristatus diverso dalle iguane che vivono in altri continenti. La lingua è spessa e larga; le zampe sono fornite di 5 dita ognuna. Sul dorso c'è una cresta spinosa che va via via decrescendo con il progressivo avvicinarsi alla coda, che non gode di autotomia. Ciò è dovuto alla mancanza di superpredatori ed altri carnivori in grado di uccidere esemplari di iguana di terra e, pertanto, la capacità rigenerativa di tale appendice è diminuita fino a scomparire quasi del tutto. A dimostrazione di questo fatto, osservazioni condotte su 200 esemplari hanno portato alla luce che solo due fra loro erano capaci di rigenerarne buona parte. Ogni individuo è tuttavia è capace di farla ricrescere, anche in misura minima. La colorazione assunta da C. subcristatus può variare dal marroncino smorto al giallo acceso. Le squame crescono verso l'alto e successivamente verso l'esterno e vengono sostituite regolarmente da altre nuove. Poiché la pelle è impermeabilizzata, quest'iguana sopravvive senza problemi all'aridità ed alla secchezza del suo habitat. 

## Biologia

### Alimentazione
Si nutre di piante, specificamente di cactus del tipo nopal ed i loro fiori. Nonostante siano coriacei e spinosi non causano alcun problema all'iguana durante il processo digestivo. 

### Comportamento e riproduzione
L'indole di quest'animale è mite e quieta: durante il giorno possono essere ammirate mentre vanno in cerca di cibo o fanno i loro bagni di sole. L'utilità di questi risiede nel fatto che, trattandosi di una specie eteroterma, l'iguana terrestre, come del resto la maggior parte dei rettili, ha bisogno di fonti di calore esterne per avviare le sue funzioni vitali fondamentali ed il suo metabolismo. Quando la temperatura diventa talmente torrida da non essere più sopportabile, C. subcristatus cerca rifugio nei buchi scavati nel terreno. La natura placida di questi sauri subisce un radicale cambiamento durante la stagione degli amori: i maschi difendono strenuamente il loro territorio, ricco di cavità che esercitano una forte attrazione sulle femmine, là infatti verranno deposte le uova, ma assenza di rientranze, la vegetazione offre una valida alternativa. Ogni maschio, qualora riscontri la presenza di un intruso lo insegue per metterlo in fuga, solo di rado si ricorre alla lotta. Il corteggiamento appare veemente e si manifesta con piccoli inseguimenti tra le fessure rocciose. L'incubazione dura almeno tre mesi e dopo la schiusa, i piccoli passano un periodo di tempo indeterminato nel luogo in cui sono nati, per poi abbandonarlo quando si sentono sicuri 

### Predatori
Normalmente l'iguana terrestre non avrebbe predatori, eccezion fatta per la poiana delle Galápagos che occasionalmente si ciba dei piccoli, però le specie aliene introdotte dagli uomini arrivati nelle isole, vale a dire cani, gatti e ratti rappresentano una seria minaccia per la popolazione di C. subcristatus. 

## Curiosità
Accanto alla ben più diffusa C. subcristatus c'è anche la specie C. pallidus, chiamata così per via dei suoi colori meno appariscenti. La sua popolazione è più esigua ed inoltre vive unicamente nell'Isola di Santa Fe. 

## Galleria d'immagini

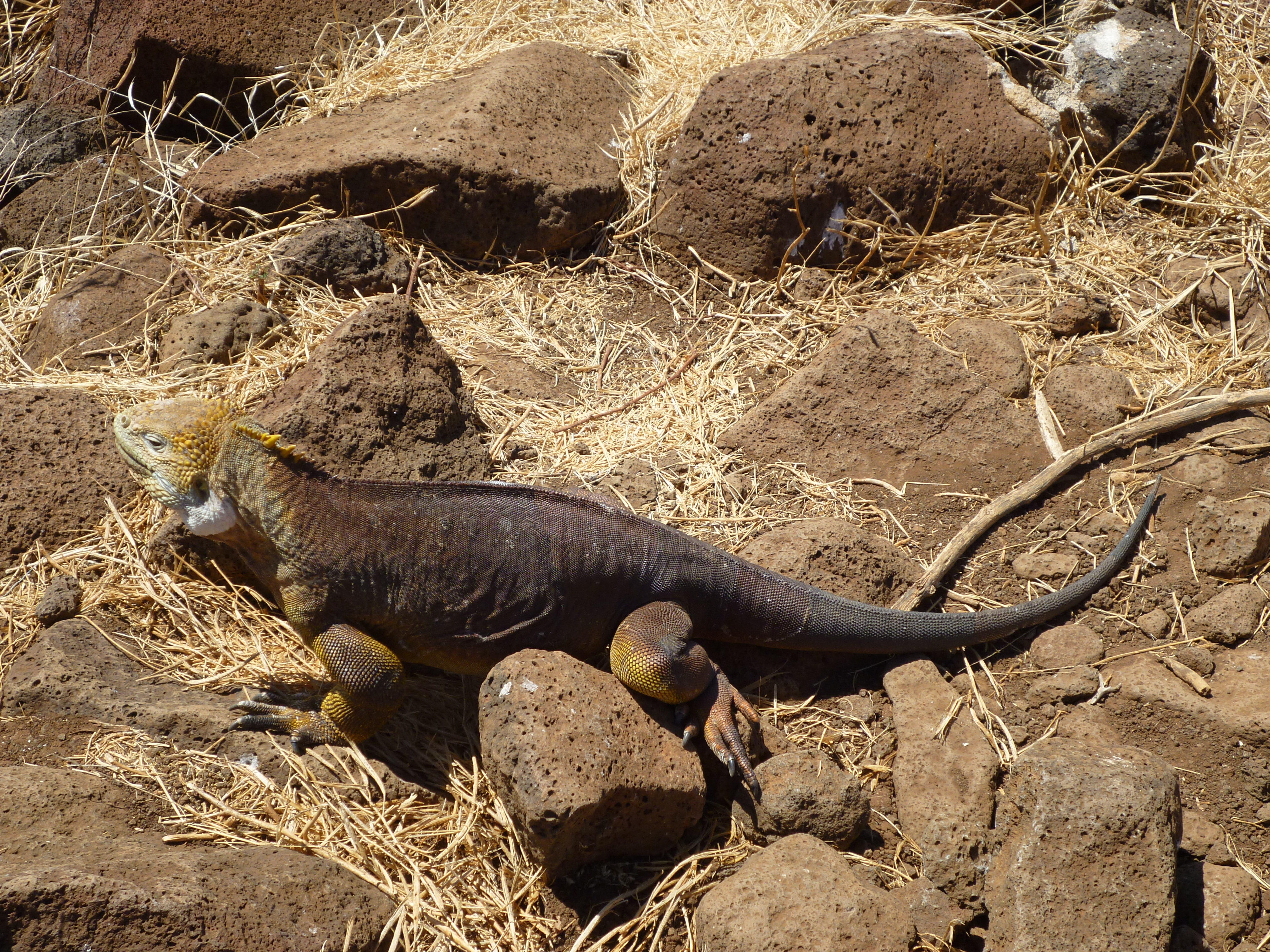
Conolophus subcristatus sull'isola North Seymour, Galápagos.
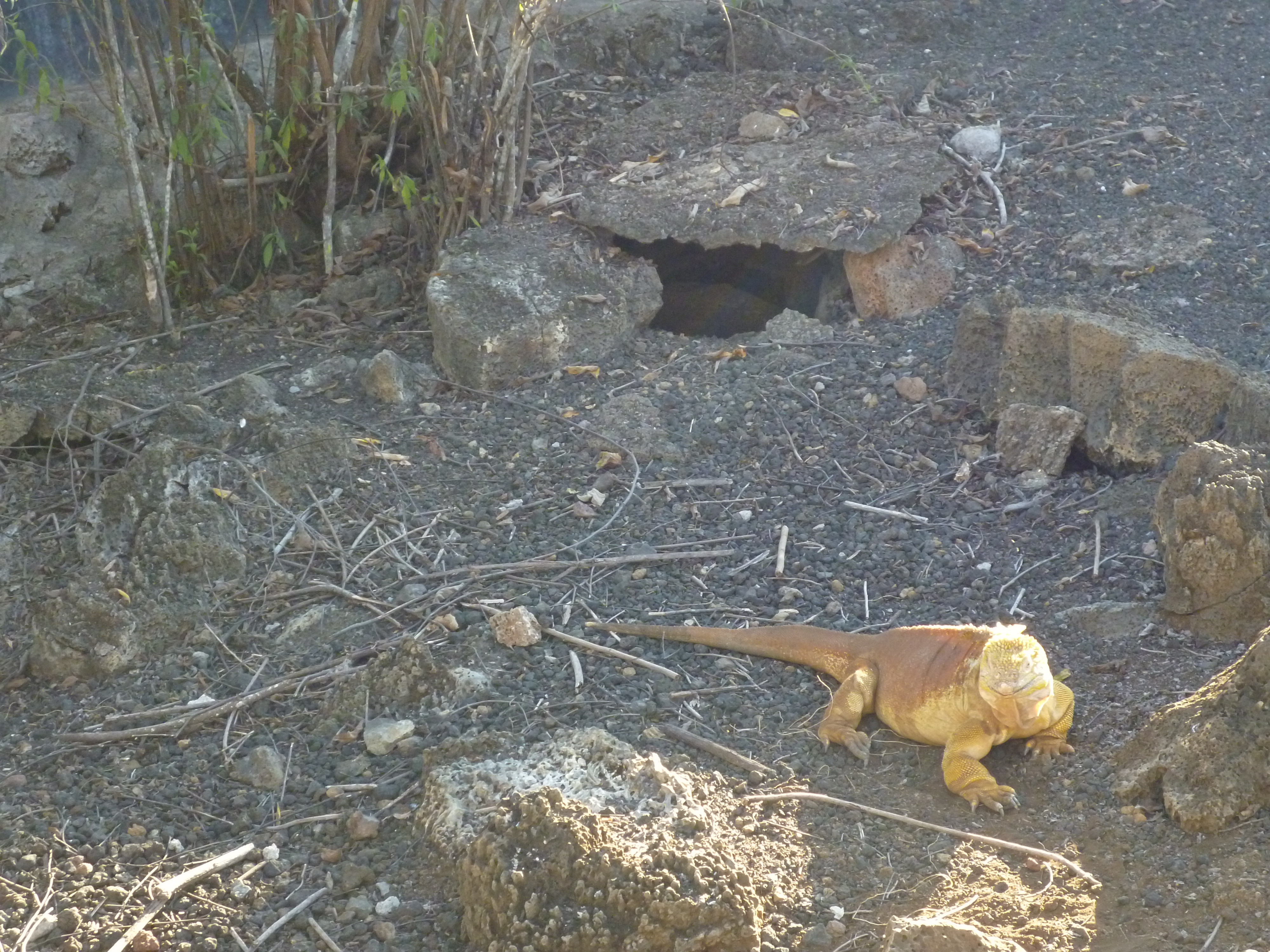
Conolophus subcristatus della Charles Darwin Research Station, Galápagos.
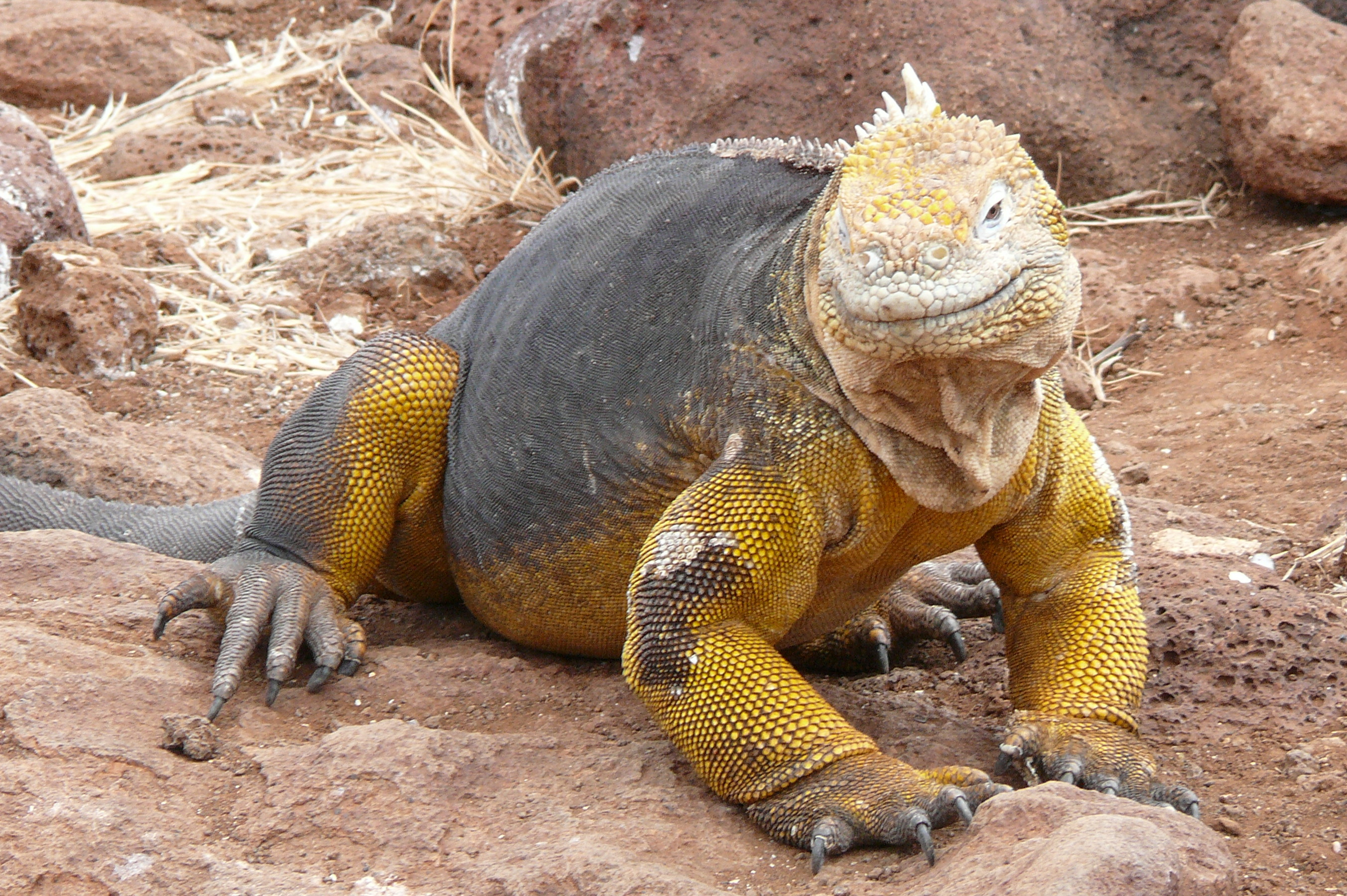
Conolophus subcristatus
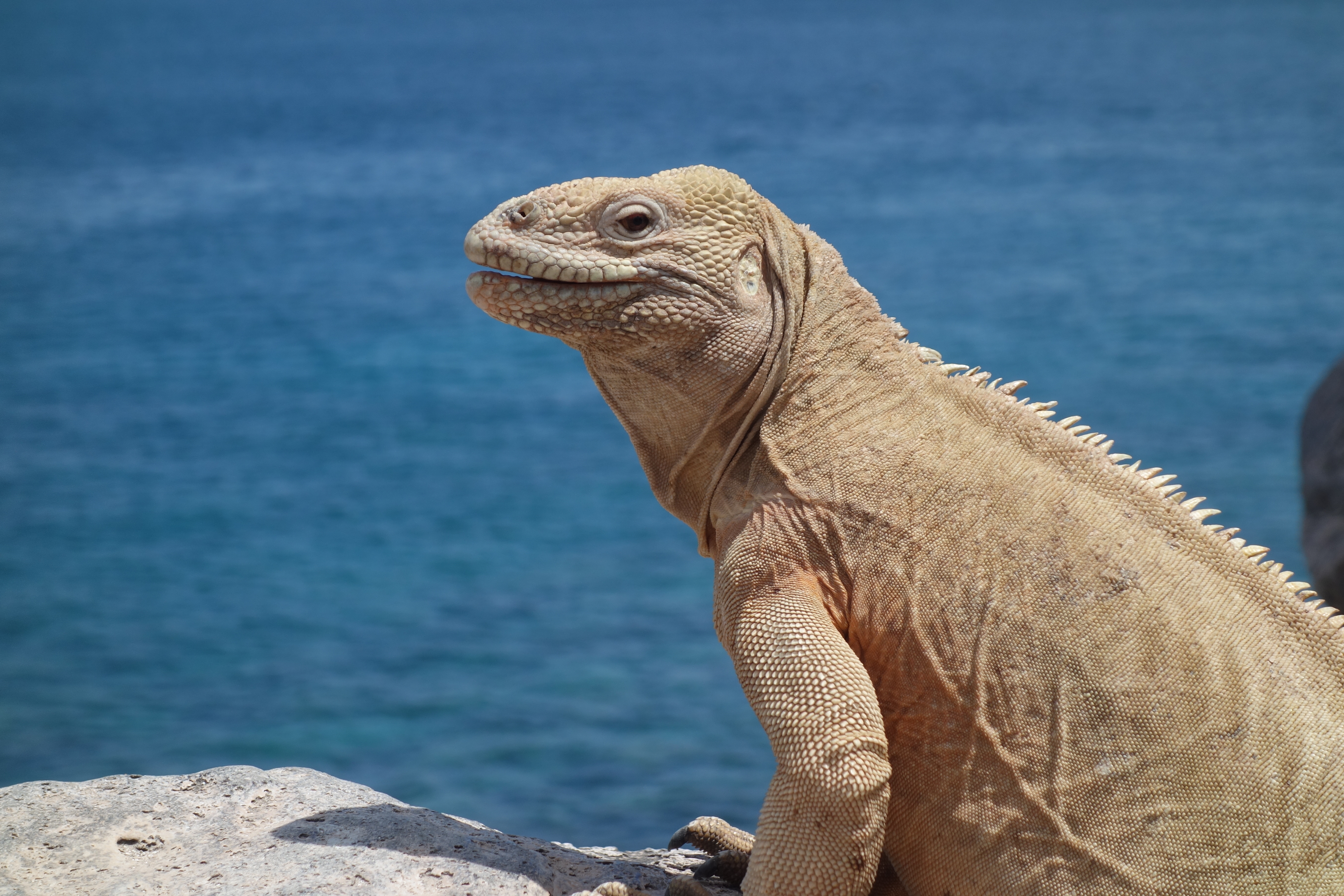
C. pallidus
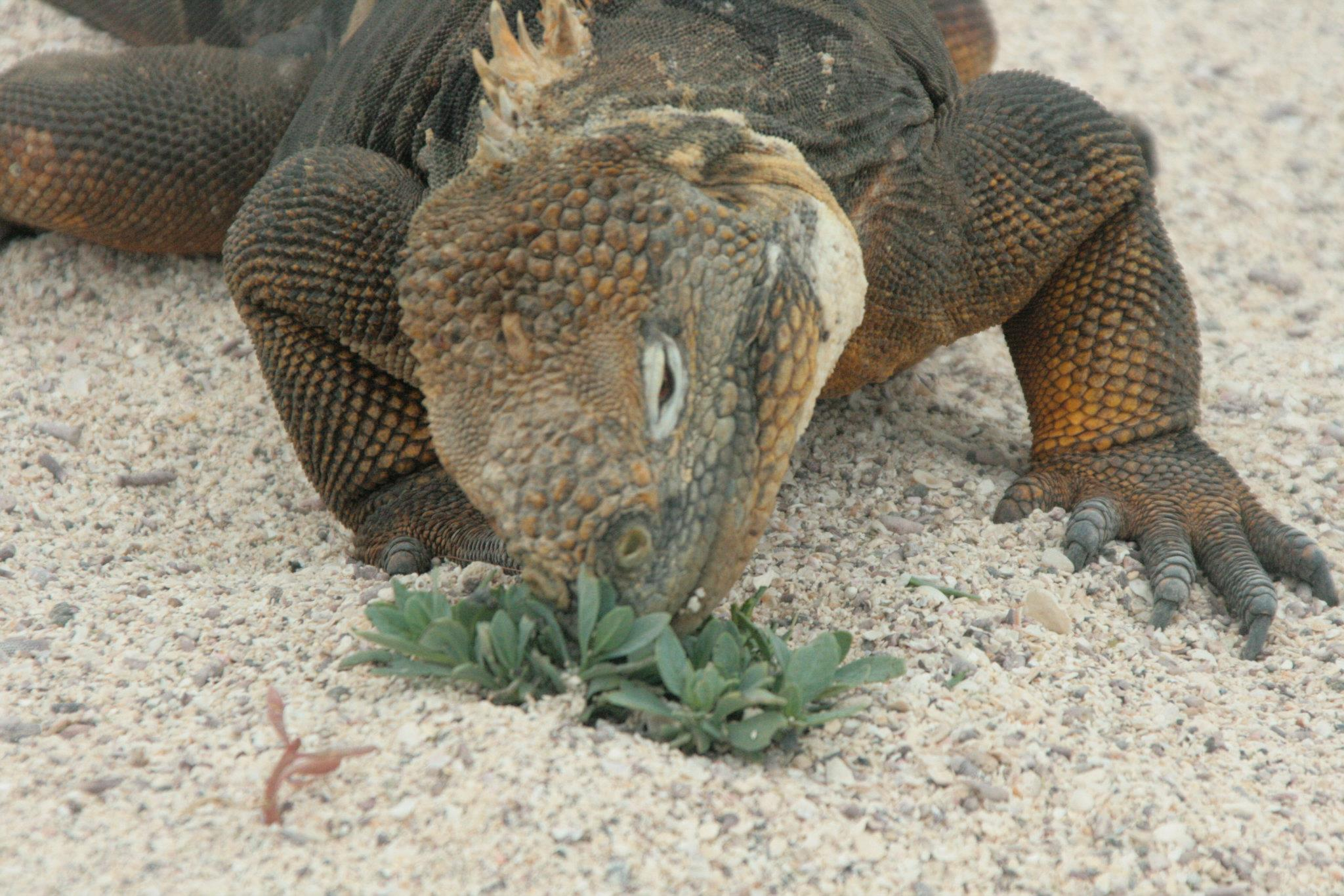
Conolophus subcristatus intento a nutrirsi